# Ilha Chafariz
A ilha Chafariz (em castelhano:  Isla Chafariz) é uma ilha situada no rio Uruguai, nos limites territoriais de Colonia Aurora, na província argentina de Misiones. Fica na fronteira com o Brasil, nas proximidades das ilhas do Chafariz.